# Lasioglossum congoense
Lasioglossum congoense är en biart som först beskrevs av Heinrich Friese 1921.  Lasioglossum congoense ingår i släktet smalbin, och familjen vägbin. Inga underarter finns listade i Catalogue of Life.